# Meža (affluente della Dvina occidentale)
La Meža (in russo Межа́?, anche Mëža), è un fiume della Russia europea, affluente di sinistra della Dvina occidentale. Scorre nei rajon Zapadnodvinskij, Nelidovskij e Žarkovskij dell'oblast' di Tver', e nel rajon Veližskij dell'oblast' di Smolensk.

## Descrizione
Il fiume ha origine sul Rialto del Valdaj vicino al villaggio di Fedorovskoe. Nel corso superiore il fiume scorre attraverso il territorio della «riserva della Foresta Centrale» (Центрально-Лесного заповедника); il letto del fiume è stretto e tortuoso. Vicino alla città di Nelidovo, che attraversa, si allarga fino a 30 metri. C'è una diga sul fiume entro i confini della città. A valle della città e fino alla foce viene affettuato il trasporto di legname. Le rive sono paludose. 
Vicino alla confluenza dei tributari Berëza (lungo 106 km) e Lučesa (95 km) la corrente rallenta a causa di una diga vicino al villaggio di Kopejki; un altro tra i maggiori affluenti è l'Obša (153 km). La Meža ha una lunghezza di 259 km, l'area del suo bacino è di 9 080 km². La portata media annua dell'acqua alla foce è di 61 m³/s. Nella parte inferiore il fiume raggiunge la larghezza di 40-55 m ed è navigabile, benché la navigazione sia difficile a causa della grande quantità di legname galleggianti. 
Oltre alla città di Nelidovo, attraversa anche l'insediamento di tipo urbano di Žarkovskij.